# Contante waarde
De contante waarde CW, actuele waarde AW of geactualiseerde waarde van een toekomstig bedrag aan geld over een tijdsperiode van {\displaystyle t} jaar en bij rentepercentage {\displaystyle i} is het bedrag dat uitgezet tegen samengestelde interest na de bedoelde periode het gegeven bedrag oplevert, dus de huidige waarde van een bedrag waarover pas na een bepaalde periode kan worden beschikt. Men kan ook in plaats van terugrekenen op basis van de rente dat op basis van de inflatie doen.  
Contante-waardeberekeningen spelen een grote rol in de financiële wereld, bijvoorbeeld bij de beoordeling van de vermogenspositie van pensioenfondsen.
In overeenkomst met het op basis van een rentepercentage terugrekenen van een bedrag naar een eerder tijdstip kan een bedrag ook worden omgerekend naar een later tijdstip. Dit wordt 'oprenten' genoemd. De uitkomst wordt wel de eindwaarde genoemd. Er moet dan wel bij worden gezegd om welk moment het in de toekomst gaat. 

## Berekening
De contante waarde {\displaystyle CW} van de toekomstige waarde, de eindwaarde {\displaystyle EW} volgt uit de formule:
{\displaystyle CW={\frac {EW}{(1+i)^{t}}}}
Hierin is:
- {\displaystyle t} de periode in jaren en hoeft geen geheel getal te zijn
- {\displaystyle i} de rente gegeven als breuk, dus het rentepercentage gedeeld door 100

## Voorbeelden

### Inflatie
Als iemand over een jaar een bedrag van €100 zal ontvangen, maar de inflatie zal gedurende dat jaar 4% bedragen, zal hij voor die €100 op dat moment minder kunnen kopen dan voor de €100 die nu beschikbaar is. Die €100 is qua koopkracht te vergelijken met €104 over 1 jaar, maar de €100 over een jaar is te vergelijken met 96,15 = 100/1,04 euro nu. De contante waarde van die €100 is dus €96,15. Men zegt wel dat met die €96,15 het bedrag van 100 euro over een jaar 'contant gemaakt' is.

### Schenking

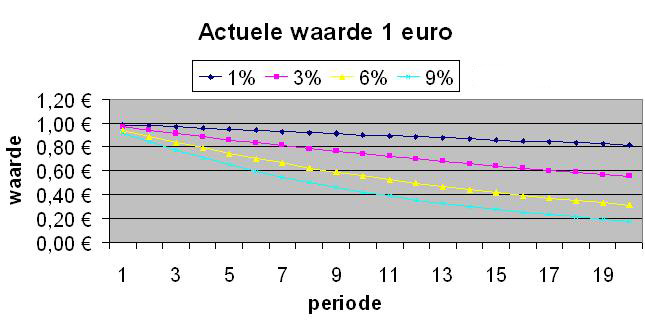

Hoeveel is de schenking van 1000 euro over twee jaar vandaag waard, als de rente 5 % bedraagt?
Ingevuld in de formule wordt dat {\displaystyle i=0,05,\ 5\%=5/100,\ t=2} en {\displaystyle EW=1000}.
{\displaystyle CW={\frac {EW}{(1+i)^{t}}}={\frac {1000}{(1+0{,}05)^{2}}}={\frac {1000}{1{,}1025}}=907{,}03} euro
Hieruit volgt dat 1000 euro ontvangen over twee jaar overeenkomt met 907,03 euro nu, ofwel is de contante waarde 907,03 euro. De contante waarde is op de grafiek telkens af te lezen van 1 euro bij 1%, 3%, 6% en 9% over een periode van 20 jaar.
Spreadsheets hebben vaak een aantal ingebouwde formules voor het uitvoeren van contante-waardeberekeningen.

## Netto contante waarde
Contante waarden van te betalen bedragen worden op dezelfde wijze berekend. 
Op deze wijze kunnen de effecten van uitgaven en inkomsten die op verschillende tijdstippen plaatsvinden met elkaar worden vergeleken. Door de contante waarde van de kosten af te trekken van de contante waarde van de opbrengsten, ontstaat de netto contante waarde NCW. Zo wordt bijvoorbeeld bij de ondernemingsfinanciering gerekend. 

### Voorbeelden
- Een investeringsplan voorziet in de aanschaf van een machine die {\displaystyle x} kost en over een half jaar moet worden betaald. Daarmee wordt een opbrengst verwacht van {\displaystyle y} per jaar, gedurende vijf jaar. Daarna is de machine versleten, maar de schrootwaarde is vermoedelijk nog {\displaystyle z}. De vraag of deze investering zijn geld op zal brengen is alleen correct te beantwoorden als ook het tijdsaspect in de berekeningen wordt betrokken. Daartoe moet de contante waarde van elke geldstroom (ontvangst of uitgave) worden berekend, en het saldo daarvan is dan de NCW.
- Een levensverzekering voorziet in een premie van {\displaystyle x} euro per jaar gedurende 20 jaar, en zal dan een bedrag {\displaystyle y} uitkeren. De som van de te betalen premies is lager dan {\displaystyle y}, maar dat zegt weinig zolang de effecten van dit tijdsverloop niet verwerkt zijn. Dit is simpel gesteld, bij een verzekering is er ook nog een kanselement.

## Invloed van de rente
Bij langere perioden kunnen kleine veranderingen in de gehanteerde rente leiden tot een groot verschil in de contante waarde van hetzelfde toekomstige bedrag. In feite is de onzekerheid die bestaat omtrent toekomstige rente- en inflatieontwikkelingen een vrijwel niet op te lossen probleem. Bij het beoordelen van een contante waarde is het dan ook van belang om niet alleen die contante waarde zelf te kennen, doch ook de gehanteerde rente. Bij een hoog percentage heeft een uitgave in de toekomst een lage contante waarde, wat te optimistisch kan zijn.
De vraag welke rente correct is, hangt samen met onder meer de periode waarover een bedrag contant wordt gemaakt. Voorbeelden: 
- Een particulier houdt bijvoorbeeld vooral rekening met de rentetarieven voor spaardeposito's voor looptijden.
- Een verzekeringsmaatschappij kijkt naar het verwachte rendement op beleggingen, rekening houdend met de looptijd en met de mate van risico die men voor deze belegging wenst te accepteren
- Een pensioenfonds houdt bij de berekening van de contante waarde van de toekomstige pensioenbetalingen onder meer rekening met de verwachte inflatie. De reële rente is bij benadering gelijk aan het verschil van de nominale rente en de inflatie.
- Een onderneming hecht vooral belang aan de rente die zijn bank rekent voor bedrijfskredieten.

Een eenduidig antwoord op deze vraag is dus niet te geven.
De rente is het bedrag dat iemand die een bedrag heeft geleend aan het einde van een periode moet worden betaald, de disconteringsvoet het bedrag dat daarvoor in de plaats iemand aan het begin van de periode moet betalen.

## Toepassingen
Boekhoud- en belastingregels vereisen soms de berekening van de contante waarde van in de toekomst te betalen of te ontvangen bedragen. Daarnaast is het ook voor een persoon of bedrijf zelf nuttig omdat het inzicht geeft in de financiële situatie, of de aantrekkelijkheid van een financieel product. Niet slechts het netto te ontvangen bedrag, maar ook de tijdstippen waarop de kosten en inkomsten vallen, spelen hierdoor een rol in de besluitvorming. Hierdoor is het aantrekkelijk inkomsten zo spoedig mogelijk te ontvangen en kosten indien mogelijk naar de toekomst te schuiven.
Het naar de toekomst schuiven van kosten is een belangrijke gedachte binnen de belastingplanning. Omdat belastingen een last zijn voor de liquiditeit, is het aantrekkelijk belastingheffing indien mogelijk naar toekomstige jaren te schuiven. Belastingfaciliteiten bieden hier enige speling in door middel van het toestaan van versnelde afschrijvingen en de mogelijkheid waardestijgingen van bepaalde zaken (bijvoorbeeld onroerend goed) niet in aanmerking te nemen. Hierdoor is de fiscale jaarrekening en daarmee de fiscale winst anders dan de bedrijfseconomische winst. Door waardestijgingen en afschrijvingsverschillen en hiermee toekomstige winstneming naar de toekomst te schuiven, ontstaat een latente belastingschuld. Dit is echter weinig bezwaarlijk, want de belasting moet hoe dan ook betaald worden en een betaling in de toekomst is minder dan een gelijke euro heden.
Bij effecten met een goede verhandelbaarheid is de koers in principe gelijk aan de contante waarde van de uit te keren dividenden.